# Silas H. Stringham
Silas Horton Stringham (7 november 1798 - 7 februari 1876) was een officier in de United States Navy met de rang van Vice-admiraal. Hij nam deel aan de Oorlog van 1812, de Tweede Barbarijse Oorlog, de Mexicaans-Amerikaanse Oorlog en had het bevel van de Atlantic Blockading Squadron tijdens de Amerikaanse Burgeroorlog.
Stringham werd geboren op 7 november 1798 in Middletown New York  Toen hij slechts 11 jaar oud was, nam hij dienst in de marine op 15 november 1809. Nog geen jaar later, op 19 juni 1810 werd hij gepromoveerd tot adelborst terwijl hij diende onder kapitein John Rodgers op het fregat  President. Hij was aanwezig tijdens de Little Belt affair in mei 1811 wat een aanleiding zou zijn tot de Oorlog van 1812. Ook nam hij deel aan het gevecht met de HMS Belvidera op 23 juni 1812.
Op 9 december 1814 ontving hij zijn promotie tot luitenant. Hij deed dienst op de brik USS Spark die deel uitmaakte van Stephen Decaturs eskadron tijdens de Tweede Barbarijse Oorlog. Tijdens deze oorlog maakten ze een Algerijnse frigat buit. Begin 1816 lag Spark voor de kust van Gibraltar toen een Franse brik de baai wou invaren tijdens een hevig wind. Het Franse schip kapseisde. Stringham en zes matrozen slaagden erin om vijf Franse zeelui te redden door er met een bootje naar toe te varen. Er was te veel wind en een te sterke stroming om terug te keren naar hun schip. Ze voeren richting de Algerijnse kust, maar hun bootje werd beschadigd in de branding. Éen Amerikaan en twee Franse zeelui verdronken.
In 1819 diende Stringham op de HMS Cyane. Dit schip bracht Afro-Amerikanen naar Liberia. Terwijl de Cyane voor de Afrikaanse kust lag, werden vier slavenschepen buit gemaakt. Kapitein Edward Trenchard gaf Stringham het bevel over een boot en stelde hem aan als prijzenmeester om de schepen in naam van Trenchard naar de Verenigde Staten te begeleidden.  In 1821 werd Stringham benoemd tot Eerste luitenant op de brik USS Hornet die deel uitmaakte van de West Indies Squadron. Van 1825 tot 1829 was hij werkzaam op de Brooklyn Navy Yard. In het najaar van 1829 werd hij benoemd tot eerste luitenant van de USS Peacock. Dit schip werd erop uit gestuurd om het vermiste schip de Hornet te gaan zoeken, het oude schip van Stringham. Tijdens de zoektocht werd Stringham naar de USS Falmouth getransfereerd die Cartagena in Colombia als bestemming had. In 1830 was hij terug in New York. ref name="JTHeadley"/>
Op 3 maart 1831 werd Stringham bevorderd tot commandant en bleef vijf jaar aan land in allerhande functies. Tussen 1836 en 1837 diende hij in de Mediterranean Squadron waar hij het bevel voerde over de USS John Adams Daarna keerde hij terug naar de Brooklyn Navy Yard. In 1841 kreeg hij de rang van kapitein-ter-zee en kreeg het bevel over de razee USS Independence in het Home Squadron in 1843. Tussen 1845 en 1846 diende hij opnieuw in de Brooklyn Navy Yard.
Eind 1846 kreeg hij het bevel over het linieschip USS Ohio. Zijn schip werd ingezet tijdens de Mexicaans-Amerikaanse Oorlog bij het bombardement van Veracruz toen Amerikaanse troepen onder leiding van Winfield Scott de stad belegerden. Korte tijd later voerde hij het Brazil Squadron aan. Maar in 1851 nam hij het bevel op zich van de Gosport Navy Yard. Tussen 1852 en 1855 voerde hij het Mediterranean Squadron aan met zijn vlaggenschip de fregat USS Cumberland. Hij keerde terug naar Gosport waar hij tot 1859 werkzaam was.
Toen de Amerikaanse Burgeroorlog uitbrak, kreeg Stringham het bevel over de Atlantic Blockading Squadron met de rang van vlagofficier. In Augustus 1861 kreeg hij het bevel om troepen onder leiding van Benjamin Butler aan lang te zetten bij twee kustforten bij Kaap Hatteras. Tijdens de Slag bij Hatteras Inlet Batteries werden de forten ingenomen zonder verliezen. De vloot keerde onder luid gejuich terug naar Fort Monroe. Toch kreeg Stringham al snel kritiek over zich heen. De pers vroeg zich af waarom zijn vloot geen andere forten had aangevallen verder langs de kust. Maar toen het bekend werd dat zijn schepen niet verder konden varen door het ondiepe water en dat hij het bevel had gekregen om onmiddellijk terug te keren, was Stringham te geïrriteerd om verder te doen. De volgende maand werd hij op eigen verzoek ontgeven van zijn commando. Ter compensatie werd hij op 1 augustus 1862 gepromoveerd tot vice-admiraal.
Hoewel Stringham geen actieve rol meer zou vervullen tijdens zijn loopban, diende hij toch nog als bevelhebber van de Boston Navy Yard tussen 1864 en 1866. In 1870 kreeg hij nog de eretitle van  port admiral voor de stad New York.
Vice-admiraal Stringham stierf in Brooklyn New York op 7 februari 1876 op 77-jarige leeftijd. Hij werd begraven in Green-Wood Cemetery in Brooklyn.
Er werden twee marineschepen vernoemd naar hem.